# مرطوب (بازی ویدئویی)
مرطوب (به انگلیسی WET) یک بازی اکشن سوم شخص است که در سال ۲۰۰۹ توسط بتزدا برای کنسول‌های بازی پلی استیشن ۳ و ایکس باکس ۳۶۰ منتشر شده‌است. این بازی برای نسخه پلی‌استیشن همراه برنامه‌ریزی شده بود اما در نهایت لغو شد. حرکات آکروباتیک است.  در داستان و تنظیمات خود ، وت قهرمان روبی مالون (با صداپیشگی الیزا دوشکو بازیگر زن) را دنبال می کند ، یک "مشکل ساز".  عنوان وت از حسن تعبیر "کار مرطوب" ناشی می شود - یک کار یا وظیفه نامرتب که دستان وی را از خون خیس می کند.
در نهایت Bethesda Softworks اعلام کرد که ناشر بازی خواهند شد.  این بازی با انتقادات مختلف منتقدان روبرو شد و به دلیل گیم پلی ، موسیقی و ارزش های تولیدش ستایش کرد ، اما به دلیل گرافیک ، سطح و نوآوری نداشتن مورد انتقاد قرار گرفت.  عاقبت این بازی در سال 2011 در حساب رسمی توییترRubiWET و همچنین وب سایت آن اعلام شد ، اما به نظر می رسد لغو شده است.  اگرچه بتسدا هرگز رسماً لغو خود را اعلام نکرد.

## گیم پلی
Wet یک بازی اکشن است که ترکیبی از تیراندازی و شمشیر بازی با آکروبات و گور است.  شخصیت اصلی ، روبی ، اسلحه دوقلو و شمشیر به همراه دارد (همچنین می تواند تفنگ ساچمهای دوتایی ، تفنگ دستی یا تیر کمان داشته باشد) ، و می تواند هنگام پریدن ، کشیدن روی زانوها و دویدن روی دیوارها آتش بگیرد.  در طی این اقدامات آکروباتیک ، بازی وارد حرکت آهسته می شود ، و او به طور خودکار دشمن دوم را هدف قرار می دهد ، به بازیکن اجازه می دهد همزمان به دو دشمن شلیک کند.  او همچنین می تواند حملات خود را مانند کنار زدن دیوار از یک فرد یا اجرای شمشیر روی سر هنگام لغزش ترکیب کند.  جمع آوری آیکون ها و جمع آوری آیکون های چند برابر ضرباتی به دست می آورد که باعث افزایش نمره و سرعت بازسازی روبی در سلامتی می شود.  روبی همچنین می تواند با یافتن بطری های ویسکی سلامتی خود را بدست آورد.
در بعضی از قسمت های بازی ، چهره روبی خون می شود و او عصبانی مانند آدمکشی می شود.  این بخشها به سبک نوآر ، با تصاویر قرمز ، سیاه و سفید پررنگ ارائه می شوند.  حملات روبی برای مبارزه با تعداد زیادی از دشمنان در طی این بخشها سریعتر و قویتر می شوند و کشتن زنجیرهای دشمن خشم روانی وی را گسترش می دهد.  بخشهای بزرگراه نیز وجود دارد که دارای عکسبرداری یکپارچه با وقایع سریع است.
در پایان هر مرحله از بازی ، بازیکن در سه فاکتور مختلف درجه بندی می شود: زمان اتمام ، آکروبات و ضریب متوسط.  بر اساس عملکرد در این زمینه ها ، Style Points اعطا خواهد شد که به شما امکان خرید ارتقا روبی و اسلحه های او را می دهد.  به روزرسانی های مختلف شامل بلوک های بهداشتی اضافی برای روبی ، و همچنین افزایش سرعت شلیک و آسیب به تپانچه ، تفنگ ساچمه ای ، تفنگ های دستی و تیرهای کمان.

## طرح
روبی مالون (الیزا دوشکو) یک "مشکل ساز" است: یک شکارچی فضل و مزدور کلی.  در مقدمه بازی ، او برای بازیابی کیف کیفری که توسط یک باند ربوده شده است ، استخدام می شود.  او این کار را می کند ، تعداد زیادی از اعضای باند کشته شده را در پی خود رها می کند و پرونده را به بیمارستان تحویل می دهد.  به نظر می رسد که شامل یک قلب انسان است ، که یک انسان قدرتمند به نام ویلیام آکرز (ویلیام مورگان شپارد) برای زنده ماندن به آن احتیاج دارد.  روبی پرونده را به پسر قدرشناس آکرس تحویل می دهد ، هزینه او را می گیرد و می رود.
یک سال بعد ، آقای آکرز در مخفیگاه خود در تگزاس به روبی نزدیک می شود و او را استخدام می کند تا به هنگ کنگ برود تا پسرش را که آقای آکرز می گوید با جمعیت بد در آنجا سقوط کرده است ، برگرداند.  روبی به هنگ کنگ پرواز می کند و با یکی از دوستان محلی خود به نام مینگ (جیمز سی) مشورت می کند ، که به او می گوید آکرز در حال بالا بردن یک حلقه دارویی قدرتمند است.  روبی به سختی آکرز جوان را می دزدد و او را در لندن تحویل پدرش می دهد.
با این حال ، معلوم می شود "ویلیام آکرز" که روبی را به خدمت گرفت ، یک فریبکار و رقیب آکرهای واقعی است.  محافظان او پسر آکرز را از بدن جدا می کنند ، سپس روبی را با چاقو می کشند و او را برای مرگ می گذارند.  روبی با کمک یکی از دوستانش ، میلو بهبود می یابد و با انتقام شروع به ردیابی اکرهای جعلی و باندش می کند.
روبی با دریافت نکته از میلو ، با انجام یک سرقت از یک کتاب نادر که به موزه بریتانیا حمل می شود ، به یک زن سایه دار به نام کافکا لطف می کند.  کافکا او را در ردیف "آکرز" قرار می دهد ، که واقعاً یک ارباب مواد مخدر به نام روپرت پلهام (مالکوم مک داول) است.  این مسیر روبی را به هنگ کنگ و سپس دوباره به لندن منتقل می کند ، جایی که او توسط مأمور سلطه پلهام ، سورل (آلن کامینگ) اسیر می شود و برای کسب اطلاعات شکنجه می شود.  روبی موفق می شود بر اسیرکنندگان خود چیره شود و فرار کند و سورل را بکشد ، اما نه قبل از اینکه اعتراف کند که Pelham در آن شب در آکرهای واقعی زندگی می کند.
روبی در حالی که در شرف کشته شدن ویلیام آکرز است ، در عمارت آکرز با Pelham روبرو می شود.  روبی با چنگ زدن به گردن ، رئیس محافظ اصلی پلهام ، تارانتولا (مهمان کیم مای) را دوئل می کند و می کشد ، سپس پلهام را از بدنش جدا می کند.  آکرز می گوید که روبی پسرش را تحویل مرگ داد ، البته ناآگاهانه.  او نمی تواند خودش را ببخشد تا او را ببخشد ، اما اقدامات او در آن شب کافی است تا از انتقام گرفتن از او منصرف شود.  روبی این را قبول می کند و می رود ، و یک بسته پول نقد کوچک که پلهام به او انداخت به جیب زد تا سعی کند خود را نجات دهد.
قبل از شروع اعتبارات ، یک کلوزآپ از تارانتولا وجود دارد که دستش می شکند.

## توسعه
در تاریخ 29 جولای 2008 ، اکتیویژن بلیزارد اعلام کرد که Wet همراه با بسیاری از بازی های دیگر کنار گذاشته شده است ، بنابراین آینده آن را به وقفه می اندازد - اگرچه طبق رفتار ، پروژه به طور کامل لغو نمی شود زیرا Wet در توسعه بسیار پیشرفت کرده است.  در اجلاس بازی بین المللی مونترال در نوامبر 2008 ، مدیر فنی هنری دیوید لایت باون اعلام کرد که وت در سال 2009 اکران خواهد شد.
در 24 آوریل 2009 ، Famitsu و Amazon اعلام کردند Bethesda Softworks در حال انتشار Wet است.  در 27 آوریل 2009 ، Bethesda Softworks تأیید کرد که Wet را منتشر خواهد کرد.  این بازی در سپتامبر 2009 منتشر شد.
موسیقی اصلی این بازی توسط Brian LeBarton به علاوه لیستی از گروه های rockabilly و پیشگامان Flamenco Rock n Roll Gypsy Pistoleros ساخته شده است که 4 قطعه موسیقی متن موسیقی را به همراه داشته است.  کل امتیاز در چهار روز در لس آنجلس با بازیگران موسیقی که شامل کارلا آزر از Autolux ، درامر Motown جیمز گادسون ، شاون دیویس در باس ، جاستین استنلی در گیتار ، دیوی Chegwidden در سازهای کوبه ای و الیزابت و کریس لی در ترامپون ضبط شد.  ساکسیفون  به نقل از برایان ، "من می خواستم موسیقی ای باشد که بتواند گریه شما را بترساند ، به شما احساس کند که در این بازی هستید. این باید شما را لبه دار کند و مغز شما را بیرون بکشد. فساد موسیقی ، ذوب چهره.  "
نسخه ی نمایشی این بازی در تاریخ 22 آگوست 2009 در شبکه پلی استیشن و Xbox Live Marketplace منتشر شد .
با توجه به وب سایت تجمع بررسی Metacritic ، Wet "میانگین" بررسی در هر دو سیستم عامل دریافت کرد.  GameSpot مکانیک و موسیقی متن بازی را تحسین کرد ، اما خاطر نشان کرد که تصاویر کمی خشن و ناجور است.  این احساسات توسط Eurogamer و مجله رسمی ایکس باکس انگلیس مورد تایید قرار گرفت که هر دو مشاهده کردند که اصول اخلاقی طراحی "grindhouse" نتوانست تصاویر بصری تاریخ بازی را پنهان کند ، اما هر دو همچنین گفتند که بازی - و شخصیت Rubi - جذابیت کافی برای ارزشمند کردن آن را دارند  بازی کردن.  PixlBit گفت که "این مسائل خاص خود را دارد ، اما سبک Tarantino-esque آن باعث می شود آن یک هیاهوی سرسام آور باشد."  IT Reviews خاطرنشان کرد که "این یک بازی کاملاً اصیل نیست ، با تکه تکه هایی از همه جا وام گرفته شده" ، اما همچنین گفت: "این انفجار آشوب انگیز را به خوبی اجرا می کند ، و باعث می شود با اکثریت چهره هایمان لبخندی غیر قابل انکار داشته باشیم.  زمان."
اج با شدت بیشتری اظهار نظر می کرد: "برخی چیزهای جالب برای افراد دیوانه در A2M's Wet اتفاق می افتد ، اما متأسفانه زمان هایی در این بین وجود دارد که شما واقعاً انتظار دارید آن را بازی کنید."  بن "Yahtzee" Croshaw ، مجری برنامه نمایش آنلاین علائم نگارشی صفر ، شخصیت اصلی روبی را "دوست داشتنی و دلسوزانه به عنوان ماهیان خیزران در اعماق دریا با لباس SS" توصیف کرد.  در ژاپن ، جایی که نسخه پلی استیشن 3 برای انتشار در 17 سپتامبر 2009 به آنجا منتقل شد ، [به نقل از منبع نیاز است] Famitsu به آن امتیاز دو هفت و دو هشت در مجموع 30 از 40 را داد.

## عاقبت لغو شد
در 8 نوامبر 2010 ، یک دنباله توسط Behavior Interactive (ذهن و جنبش مصنوعی سابق) اعلام شد ، اما شایعات لغو آن در 17 مه 2011 آغاز شد ، زمانی که یک کارمند پروژه را به عنوان لغو شده در پروفایل LinkedIn خود ذکر کرد.  همچنین ، Bethesda Softworks ، ناشران Wet ، اظهار داشتند که آنها ناشر دنباله نخواهند بود.